# Hubert Gast
Hubert Gast (* 10. November 1887 in Langerwehe; † nach 1932) war ein deutscher Gewerkschafter und Politiker (Zentrum).

## Leben
Gast arbeitete von 1906 bis 1908 im Tief- und Straßenbahnbau, besuchte von 1908 bis 1911 die staatliche Baugewerbeschule in Aachen und war im Anschluss als Ingenieur und Beamter bei der Eisenbahn tätig. 1912 wurde er Geschäftsführer des Verbandes deutscher Eisenbahn-Bahnmeister und Ingenieure, 1925 Mitglied im Gesamtverband der deutschen Beamtengewerkschaften.
Gast trat in die Zentrumspartei ein, für die er im Dezember 1924 als Abgeordneter in den Preußischen Landtag gewählt wurde. Er war bis 1928 Mitglied des Landtages, dem er ein weiteres Mal vom 9. Dezember 1930 bis 1932 als Nachrücker angehörte.